# Élections législatives au Japon
Les élections législatives au Japon déterminent les représentants siégeant à la chambre basse de la Diète du Japon.

## Histoire

### Les élections législatives sous la Constitution de l'empire du Japon

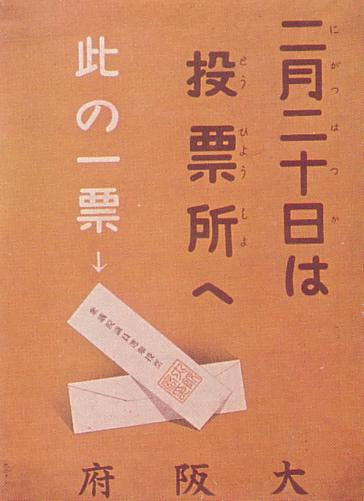
Une affiche électorale publiée par la Préfecture d'Osaka pour la promotion des élections législatives de 1928.

Les premières élections législatives au Japon se sont tenues le 1er juillet 1890 coent au Chapitre III de la Constitution de l'empire du Japon, qui marque la création de la Chambre des représentants.

### Les élections législatives sous la Constitution du Japon

#### La réforme électorale de 1947
En février 1947, le Ministre de l'Intérieur Etsujirō Uehara tint une conférence de presse pour expliquer que les prochaines élections législatives, qui sont également les premières qui se tiendront sous la Constitution du Japon, se dérouleront selon un système électoral révisé. Uehara était en effet inquiet du fait que le système électoral en place favorisait la présence d'élus communistes à la Diète du Japon. Il proposa à Courtney Whitney, alors chef du la section gouvernementale du SCAP, un nouveau découpage électoral réduisant la taille des circonscriptions et favorisant le Parti libéral du Japon et le Parti progressiste du Japon. Le Premier ministre Shigeru Yoshida, membre du Parti libéral du Japon, apporta immédiatement son soutien à cette réforme et écrit à Douglas MacArthur à ce sujet.
Whitney désirait que le système électoral d'alors, qui n'avait servi qu'une seule fois lors des élections législatives de 1946, soit essayé de nouveau afin de pouvoir tirer des conséquences plus précises de son utilisation sur les résultats électoraux. Le 14 mars, il fit par ailleurs savoir au Premier ministre Yoshida, en réponse à sa volonté de modifier la loi électorale, que seul un accord de la Diète permettrait au gouvernement d'effectuer cette réforme.
Le Parti libéral du Japon introduit un projet de loi électorale à la Diète basé sur le système du vote unique non transférable. Ce projet a aussi pour but de réduire la taille des circonscriptions qui peuvent accueillir entre trois et cinq sièges chacune. Bien que les partis d'opposition se soient farouchement opposés à cette réforme du système électoral, à laquelle ils préfèrent un système proportionnel, le projet de loi est voté le 31 mars 1947,.

#### La réforme électorale de 1994
Les discussions portant sur une réforme du système électoral débutent en 1989 dans un contexte de mise en lumière de scandales de corruption visant la classe politique, avec comme point de départ l’affaire Recruit-Cosmos au début de cette même année. Ces différentes affaires ont mené à un affaiblissement du Parti libéral-démocrate et plus généralement des partis politiques traditionnels dont la création remonte à l’après-guerre.
Le 8e Conseil sur le système électoral, formé sous le gouvernement Takeshita, proposa un rapport le 26 avril 1990 au Premier ministre Toshiki Kaifu sur la réforme du système électoral et du système de financement des partis politiques.
La réforme électorale de 1994 a eu pour conséquence le passage d’un système à vote unique non transférable à système mixte, alliant un scrutin uninominal majoritaire à un tour et un scrutin proportionnel plurinominal.

## Organisation

### Mode de scrutin
Les députés japonais sont élus pour un mandat de quatre ans au suffrage universel direct selon un système mixte unissant un scrutin uninominal majoritaire à un tour et un scrutin proportionnel plurinominal.

#### Scrutin uninominal majoritaire à un tour
Ce mode de scrutin est majoritaire lors des élections législatives au Japon et il permet l'élection de 289 députés sur les 465 sièges que compte la Chambre des représentants.

#### Scrutin proportionnel plurinominal

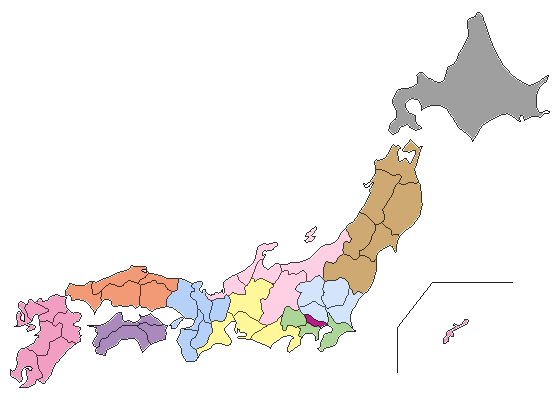
Le découpage des circonscriptions proportionnelles reprend en partie celui des régions.

Le scrutin proportionnel plurinominal est le système par lequel le reste de la chambre basse de la Diète du Japon est élu, soit 176 députés. Le Japon compte onze circonscriptions proportionnelles reprenant en grande partie le découpage des régions.

### Les électeurs
Conformément au premier paragraphe de l'article 9 de la Loi électorale des bureaux publics, un électeur doit être âgé d'au moins 18 ans pour pouvoir voter aux élections législatives. Avant juin 2015, l'âge minimum pour participer aux élections était de 20 ans. L'électeur doit également satisfaire aux conditions suivantes :
- être de nationalité japonaise[6] ;
- avoir été domicilié dans une municipalité depuis plus de 3 mois dans la préfecture dans laquelle est élu le député de ladite préfecture[6].

### Les candidats
Un candidat doit avoir au moins 25 ans pour se présenter aux élections législatives.

### Campagne électorale

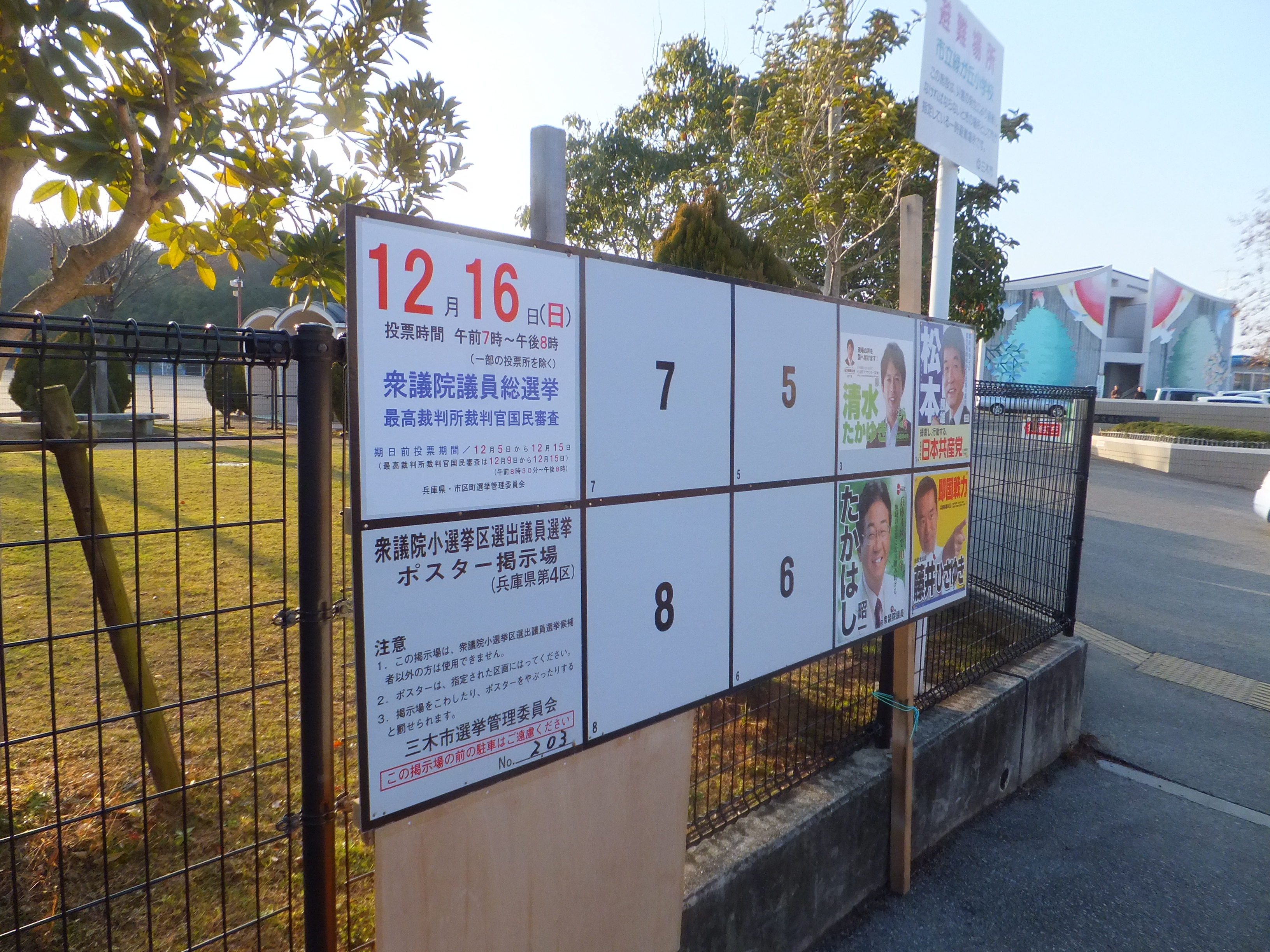
Un panneau d'affichage électoral dans la Préfecture de Hyōgo dans le cadre des élections législatives japonaises de 2012.

### Extrait de loi
- (ja) Diète du Japon, « 公職選挙法 », sur elaws.e-gov.go.jp,‎ 21 juin 2017 (consulté le 11 mars 2018)